# Hydrophiloidea
Los hidrofiloideos (Hydrophiloidea) son una superfamilia de coleópteros estafiliniformes que incluye cuatro familias. Según Lawrence & Newton, la superfamilia Histeroidea (Sphaeritidae, Synteliidae e Histeridae) debe incluirse aquí, mientras que la familia Hydraenidae debe trasladarse a la superfamilia Staphylinoidea.
Las dos principales familias, en cuanto al número de especies, son los Hydrophilidae, que incluye mayoritariamente coleópteros acuáticos, y los Histeridae con coleópteros terrestres depredadores de larvas de insectos.